# Pontonia okai
Pontonia okai är en kräftdjursart som beskrevs av Kemp 1922. Pontonia okai ingår i släktet Pontonia och familjen Palaemonidae. Inga underarter finns listade i Catalogue of Life.